# Толбазинский сельсовет
Толбазинский сельсовет — муниципальное образование в Аургазинском районе Республики Башкортостан России.
Согласно «Закону о границах, статусе и административных центрах муниципальных образований в Республике Башкортостан» имеет статус сельского поселения.

## Население
| 2002    | 2009    | 2010    | 2012    | 2013    | 2014    | 2015    |
| ------- | ------- | ------- | ------- | ------- | ------- | ------- |
| 10 864  | ↘10 172 | ↗10 705 | ↘10 661 | ↗10 678 | ↘10 574 | ↘10 515 |
| 2016    | 2017    |         |         |         |         |         |
| ↘10 510 | ↗10 572 |         |         |         |         |         |

## Состав сельского поселения
| № | Населённый пункт | Тип населённого пункта       | Население |
| - | ---------------- | ---------------------------- | --------- |
| 1 | Толбазы          | село, административный центр | ↘9946     |
| 2 | Юламаново        | деревня                      | ↗407      |
| 3 | Чулпан           | деревня                      | ↘64       |
| 4 | Никольск         | деревня                      | ↗49       |
| 5 | Культура         | деревня                      | ↗47       |
| 6 | Алексеевка       | деревня                      | ↗24       |

### Упразднённые населённые пункты
- Софипольское — упразднённое в 1983 году село
- Урал — упразднённый в 1973 году посёлок

## История
В 1993 году из состава сельсовета выведен Юламановский сельсовет (Указ Президиума ВС РБ от 29.03.93 № 6-2/123 «Об образовании Юламановского сельсовета в Аургазинском районе»), куда включили деревню Юламаново, поселки Алексеевка, Культура, Никольск.
В 2008 году Юламановский сельсовет упразднён, населённые пункты вошли в Толбазинский сельсовет (Закон Республики Башкортостан от 19.11.2008 № 49-з «Об изменениях в административно-территориальном устройстве Республики Башкортостан в связи с объединением отдельных сельсоветов и передачей населённых пунктов»).